# ماكس شتادلر
ماكس شتادلر (بالألمانية: Max Stadler)‏ هو قاضي وسياسي ألماني، ولد في 23 مارس 1949 في باساو في ألمانيا، وتوفي في 12 مايو 2013 في تيرنآو في ألمانيا. حزبياً، نشط في الحزب الديمقراطي الحر. وقد انتخب كاتب دولة ‏ (2009 – 2013) وانتخب سكرتير برلماني في ألمانيا ‏ وانتخب عضو في البوندستاغ الألماني خلال فترته النيابية ‏ (10 نوفمبر 1994 – 26 أكتوبر 1998).

## روابط خارجية
- ماكس ستادلر على موقع مونزينجر (الألمانية)